# Eagle Point (Oregon)
Pour les articles homonymes, voir Eagle Point.
Eagle Point est une municipalité américaine située dans le comté de Jackson en Oregon. Lors du recensement de 2010, sa population est de 8 469 habitants.

## Géographie
Eagle Point est située sur la Little Butte Creek, dans la vallée du Rogue. La municipalité d's'étend sur une superficie de 2,96 milles carrés (7,67 km2).

## Histoire
Au milieu du XIXe siècle, la localité devient un important carrefour agricole, notamment après la construction du Snowy Butte Mill (devenu le Butte Creek Mill) en 1872. L'Oregon, Pacific and Eastern Railway (en) atteint la ville au début du XXe siècle, lui permettant de se développer. Elle devient une municipalité en 1911.
La ville compte plusieurs monuments inscrits au Registre national des lieux historiques : son cimetière national, le pont couvert d'Antelope Creek et le Butte Creek Mill.

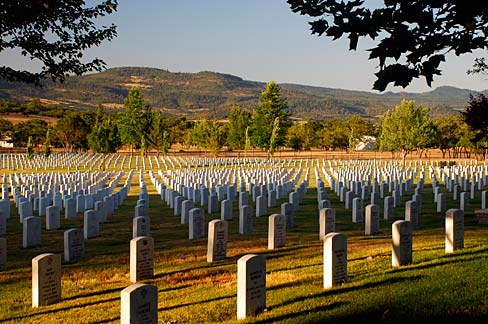
Eagle Point National Cemetery
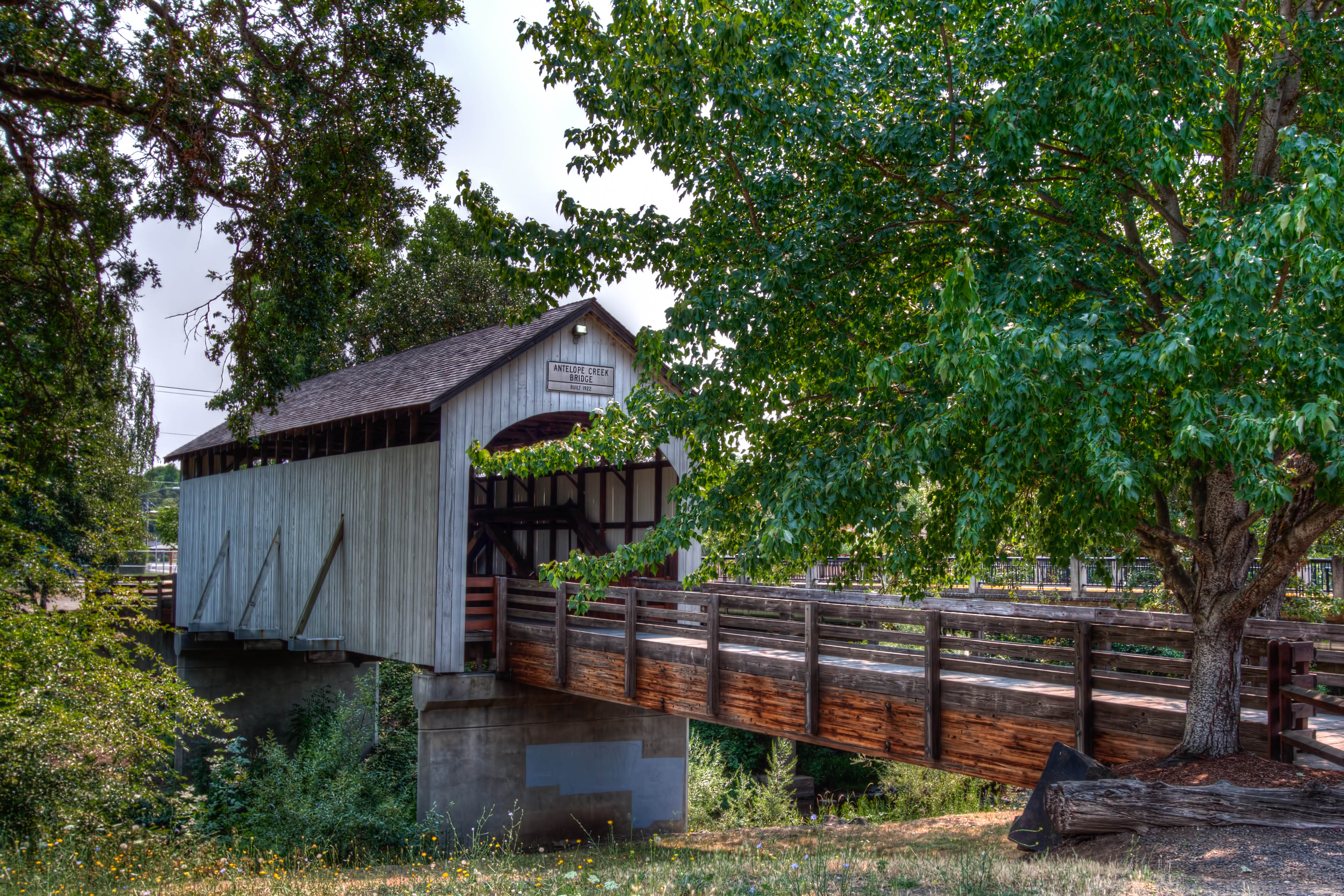
Antelope Creek Covered Bridge
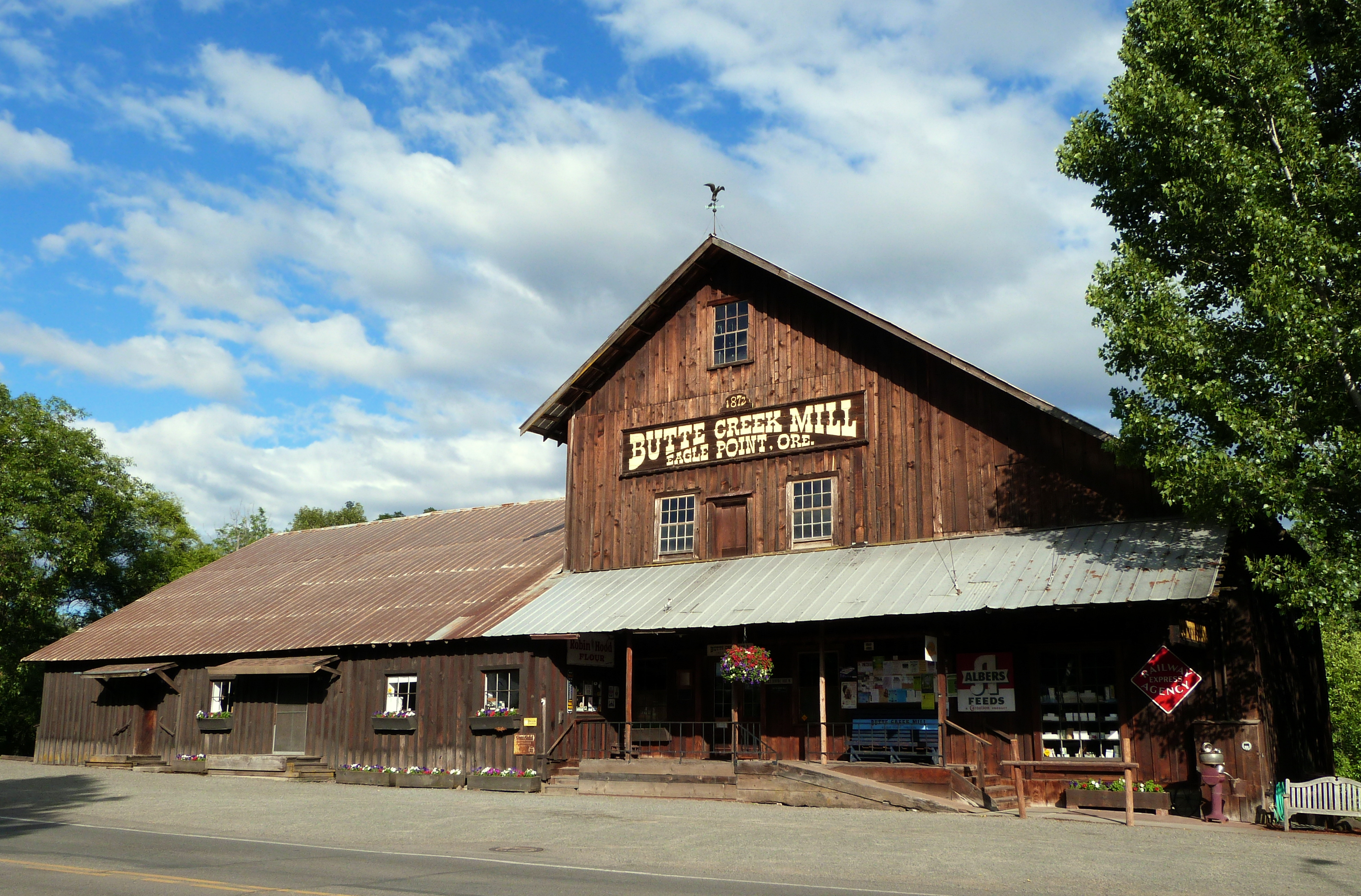
Butte Creek Mill

## Démographie
La population d'Eagle Point est estimée à 9 046 habitants au 1er juillet 2016.
Le revenu par habitant était en moyenne de 26 731 dollars par an entre 2012 et 2016, en-dessous de la moyenne de l'Oregon (28 822 dollars) et de la moyenne nationale (29 829 dollars), malgré un revenu médian par foyer supérieur (59 205 dollars à Eagle Point contre 53 270 et 55 322 dollars). Sur cette même période, 17 % des habitants d'Eagle Point vivaient sous le seuil de pauvreté (contre 13,3 % dans l'État et 12,7 % à l'échelle des États-Unis).